# Hindarfjäll
För andra betydelser, se Hindarfjäll (olika betydelser).
Hindarfjäll är i nordisk mytologi ett fjäll som omgärdas av en mur av eld.
Den sköna Brynhild satt innanför denna eldmur och hade lovat att endast gifta sig med den hjälte som kunde rida genom den. När Gunnar Gjukeson och Sigurd Fafnesbane skulle framföra Gunnars frieri till Brynhild lyckades Sigurd rida genom elden, vilket ledde till konflikter som slutade med Sigurds död.